# Norbert Jan Nepomucký Klein
Norbert Klein, OT (25. října 1866 Ryžoviště – 9. března 1933 Bruntál) byl katolický řeholník, 10. brněnský sídelní biskup a velmistr řádu Německých rytířů.

## Stručný životopis
Narodil se 25. října 1866 v Ryžovišti, pokřtěn pouze jako Jan. V roce 1885 absolvoval Arcibiskupské gymnázium v Kroměříži. Po vstupu do řádu německých rytířů byl roku 1890 vysvěcen na kněze. Jako opavský probošt jmenován v říjnu 1916 brněnským biskupem, konsekrován 28. ledna 1917, intronizován v Brně 11. února. Dne 30. dubna 1923 byl zvolen velmistrem řádu Německých rytířů, jako světícího biskupa si vybral Josefa Kupku, roku 1926 se vzdal biskupství a jako velmistr žil na řádovém zámku v Bruntále, kde také roku 1933 zemřel.
I přes to, že byl rodilým Němcem, dokázal citlivě vycházet s českými kněžími, a proto nebyl ani po roce 1918 nucen k rezignaci.
Podle erbovní listiny v Národním archivu užíval znak dělený, nahoře polcený se znakem diecéze (heraldicky vpravo císařský orel, heraldicky vlevo pět kuželů), dole řádový kříž.